# Duivelsberg (Gelderland)
De Duivelsberg (Duits: Wylerberg of Teufelsberg) is een heuvel en natuurreservaat in de gemeente Berg en Dal in de Nederlandse provincie Gelderland, aan de grens met Duitsland. 
De 75,9 meter hoge heuvel is gelegen in Berg en Dal op de stuwwal (Nederrijnse Heuvelrug) ten oosten van Nijmegen, tussen Beek en de Nederlands-Duitse grens. Het natuurgebied De Duivelsberg beslaat ongeveer 125 hectare en is voornamelijk begroeid met loofbomen, vooral met de tamme kastanje. Het wordt beheerd door Staatsbosbeheer. 

## Geschiedenis
De heuvel behoorde tot 1949 tot het Duitse dorpje Wyler in de gemeente Kranenburg. De Duitse naam Wylerberg is afgeleid van de naam van dit dorp. Vanaf de berg heeft men een goed uitzicht over de "De Duffelt", de Duitse streek tussen Nijmegen en Kleef. 
De naam Duivelsberg is mogelijk afgeleid van Duffelsberg. Volgens een andere, meer folkloristische uitleg zou het in de middeleeuwen een offerplaats voor heksen zijn geweest.
In de middeleeuwen lag op de heuvel de burcht Mergelp, die in bezit was van graaf Balderik van Duffelgouw. Deze burcht is vermoedelijk rond 1012 gebouwd.
In de Tweede Wereldoorlog streden Amerikaanse luchtlandingstroepen voor het bezit en het behoud van heuvel 75.9 tijdens de Operatie Market Garden.
Na de Tweede Wereldoorlog behoorde de Duivelsberg tot de kleine Duitse gebieden die Nederland op 23 april 1949 annexeerde. In tegenstelling tot de andere gebieden werd de Duivelsberg op 1 augustus 1963 niet teruggegeven, maar bleef het Nederlands grondbezit. De politicus Marinus van der Goes van Naters – woonachtig in het nabijgelegen Nijmegen – zou er tijdens de onderhandelingen met de Bondsrepubliek bij de betrokken politici op hebben aangedrongen om het natuurgebied Nederlands te laten blijven. Onderaan de heuvel ligt het Wijlermeer, dat deels tot het voor Nederland behouden gebied behoort.
De Duivelsberg behoorde, via vererving, vanaf 1906 toe aan Marie Schuster-Hiby, die op de heuvel tussen 1921 en 1924 een expressionistische villa liet bouwen naar ontwerp van de Duitse architect Otto Bartning. In 1965 verkocht de familie Schuster-Hiby de villa aan de Staat der Nederlanden. Sinds 1985 is Huis Wylerberg een als rijksmonument beschermd gebouw, waarin natuurbeschermingsorganisaties zijn gevestigd. Nabij de top van de Duivelsberg is een gelijknamig pannenkoekenrestaurant gevestigd.

## Wandelroutes
De Lange-afstand-wandelpaden, het Pieterpad, het Rivierenpad (voorheen: Lingepad) en het Romeinse Limespad lopen over de Duivelsberg, evenals het Streekpad Rijk van Nijmegen en de Natuurwandelroute N70.

## Afbeeldingen

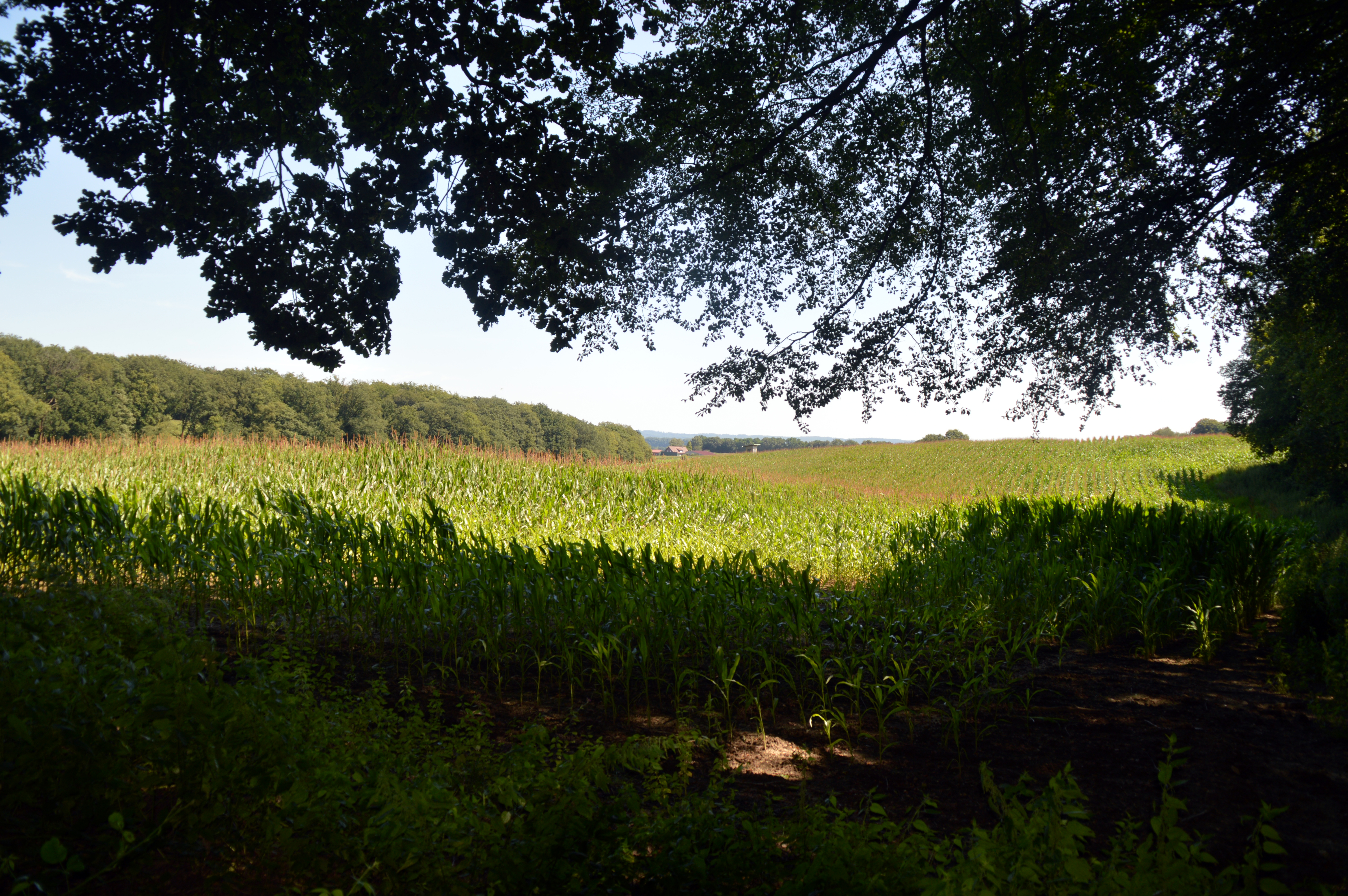
Natuurgebied de Duivelsberg
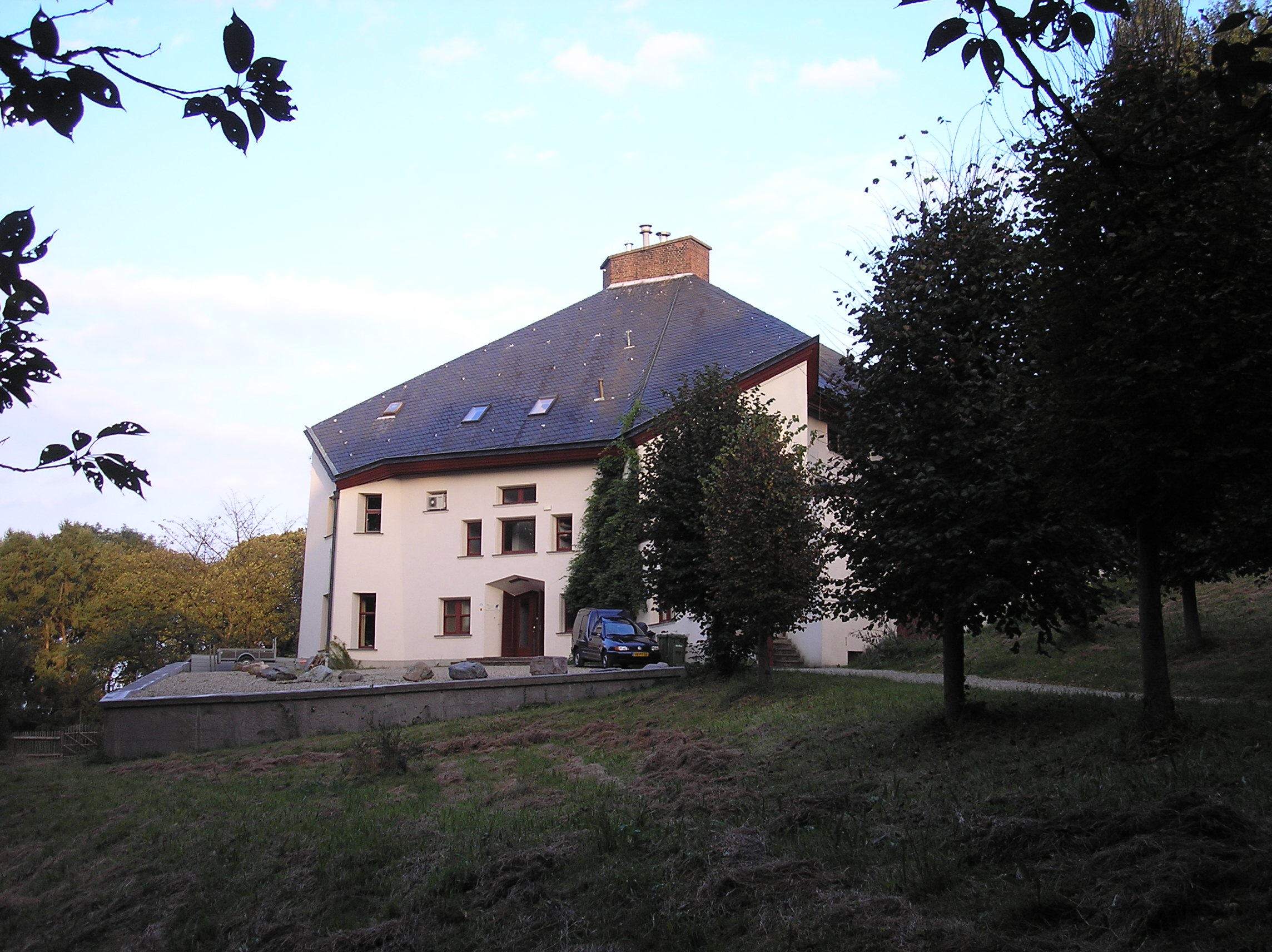
Huis Wylerberg
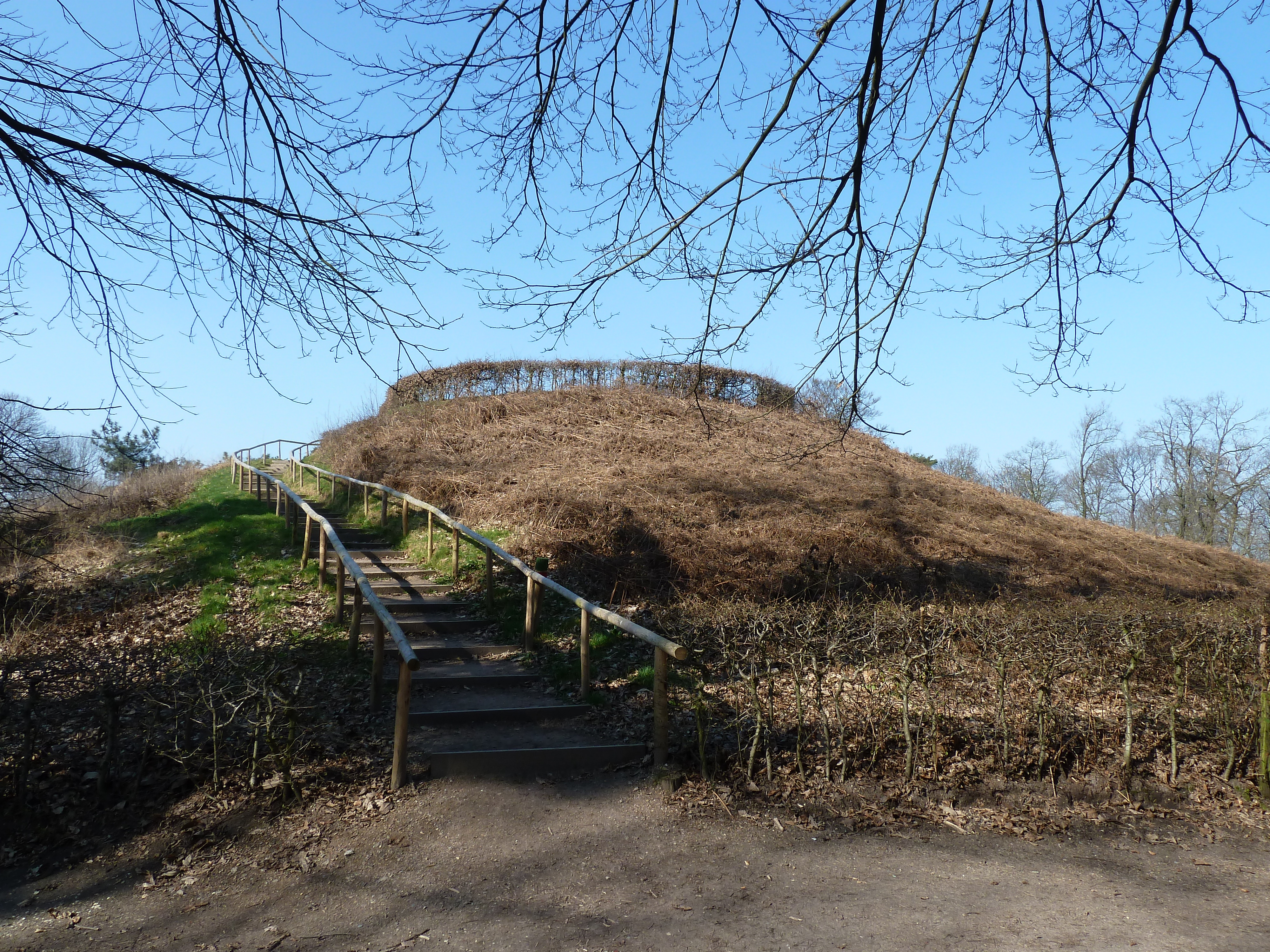
De burchtheuvel
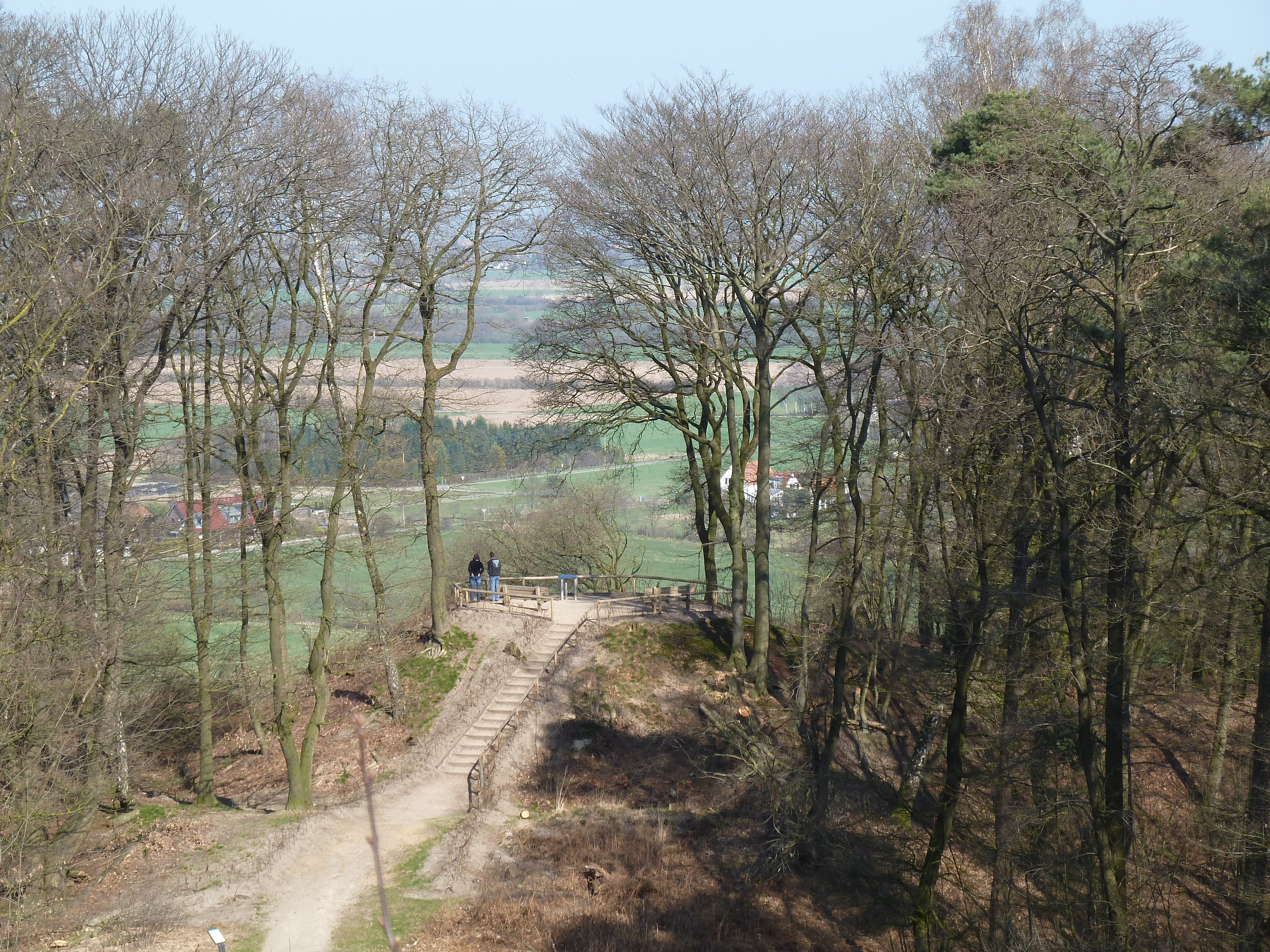
Zicht vanaf de hoge motte op de lage motte en Duitsland erachter
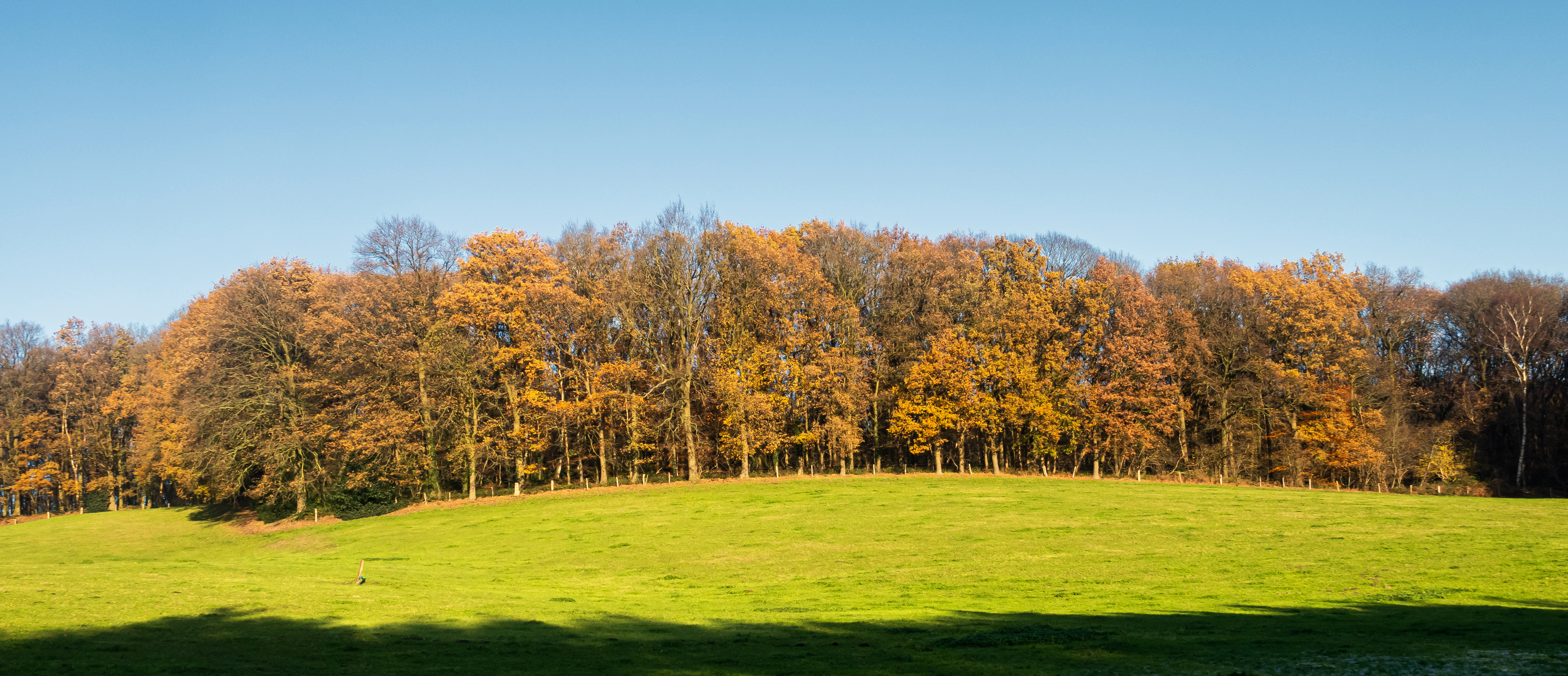
Bomen bij de Duivelsberg